# Ali Khalife
Ali Khalife (Berlino, 10 gennaio 2001) è un giocatore di football americano tedesco, che gioca come runningback per i Berlin Thunder.
Suo fratello maggiore Ahmed è suo compagno di squadra e di ruolo.